# Ismaël Ba
Ismaël Ba (22 maggio 1974) è un ex calciatore senegalese, di ruolo centrocampista.

## Carriera

### Club
Ha giocato stabilmente in Europa dal 1998 al 2011: dapprima in Grecia, con Skoda Xanthi (dal 1998 al 2000 e poi nuovamente dal 2001 al gennaio 2005) e Aris Salonicco (2000-2001), poi a Cipro, con AEK Larnaca (da gennaio 2004 al 2006), Omonia Nicosia, (dal 2006 al 2008), AEP (2008-2010) e Atromitos Geroskipou (in seconda serie, dal 2010 al 2011).

### Nazionale
Vanta anche 3 presenze nella nazionale senegalese tra il 1997 e il 2000.